# 류광현
류광현(柳光鉉, 1927년 8월 14일 ~ 2001년 11월 10일)은 대한민국의 정치인이다. 제6대·7대 국회의원을 지냈다.

## 학력
- 전주남중학교 졸업
- 서울대학교 생물학과 수료

## 경력
- 용북중학교 및 창강학원 설립
- 용북중학교 교장
- 전라북도교육위원
- 남원교육구교육감
- 남원농업협동조합 감사
- 제6대 국회의원(남원) / 민주공화당
- 제7대 국회의원(남원) / 민주공화당
- 민주공화당 전북제7지구당 위원장
- 민주공화당 전북도지부 부위원장
- 민주공화당 국회대책위원(건설)
- APU 제2회총회 한국 대표
- 민주공화당 정책심의회위원

## 상훈
- 교육공적표창장
- 교육공로상 및 표창장
- 1990년 5.16민족상

## 역대 선거 결과
|  | 31.91% |

|  | 62.71% |

|  | 45.16% |